# Monacha claustralis
Monacha claustralis is een slakkensoort uit de familie van de Hygromiidae. De wetenschappelijke naam van de soort is voor het eerst geldig gepubliceerd in 1828 door Menke.